# Oncholaimus scanicus
Oncholaimus scanicus är en rundmaskart. Oncholaimus scanicus ingår i släktet Oncholaimus, och familjen Oncholaimidae. Arten är reproducerande i Sverige.